# Kościół Matki Bożej Zwycięskiej w Krakowie
Kościół Matki Bożej Zwycięskiej – zabytkowy parafialny kościół rzymskokatolicki znajdujący się w Krakowie, w dzielnicy IX Łagiewniki-Borek Fałęcki przy ul. Zakopiańskiej 86, na Górze Borkowskiej.

## Historia
Parafianie do 1947 roku korzystali z kościoła baraku zbudowanego przez ks. Adama Gałuszkiewicza w latach 1920–1922. Ponieważ rosła liczba wiernych w 1936 roku podjęto decyzję o budowie nowego kościoła. Inicjatorem budowy był ks. Adolf Zagrodzki, a przewodniczącym Komitetu budowy został Franciszek Wadas. Modernistyczny budynek z żelbetu i cegły zaprojektował inż. Tadeusz Ruttié. Kamień węgielny wmurowano 14 listopada 1937 roku, a do 1939 roku kościół stał w stanie surowym. 
Wybuch II wojny światowej spowodował przerwanie prac. Niemcy urządzili w budynku magazyn amunicji oraz wykorzystywali go jako przejściowy obóz segregacyjny podczas łapanek. Proboszcz ks. Mączyński i prefekt ks. Dercz zostali na początku wojny aresztowani i zginęli w obozie. 
Po wojnie przywrócono budowli funkcje sakralne. 1 stycznia 1947 roku proboszcz Władysław Ryba kontynuował prace wykończeniowe oraz przy urządzaniu wnętrza. Budowę ukończono w 1947 roku, a 15 sierpnia kościół poświęcił ks. biskup Rospond.
Konsekrował kościół, w dniu 26 października 1975 r. kardynał Karol Wojtyła.
Świątynia to jednonawowy, orientowany, budynek z dwuspadowym dachem. Prezbiterium trójbocznie zamknięte. Przed fasadą znajduje się wolno stojąca wieża–dzwonnica z ażurowym szczytem.
W ołtarzu głównym, zaprojektowanym przez Jana Budziłę a wykonanym w 1978 przez Antoniego Oremusa, znajduje się kamienna figura Matki Bożej, dzieło rzeźbiarza Konstantego Laszczki z 1916 roku, podarowana parafii przez metropolitę krakowskiego Adama Sapiehę. W oknach prezbiterium i nawy znajdują się witraże projektu Wacława Taranczewskiego, powstałe w latach 60. XX wieku.

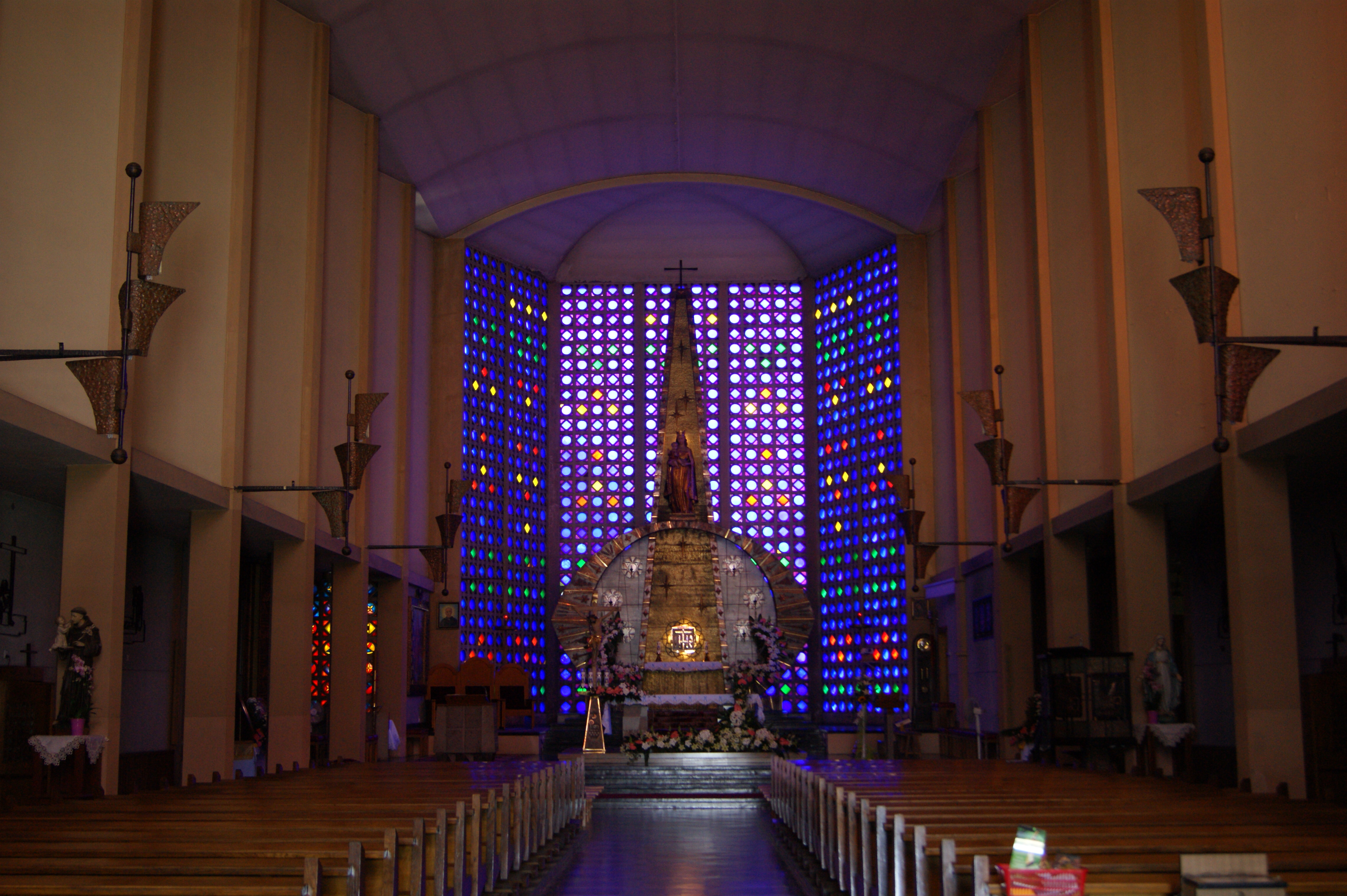
Wnętrze kościoła